# Dramma borghese
Il dramma borghese è un componimento teatrale che rappresenta personaggi della piccola e media borghesia o dei ceti cittadini agiati ma non appartenenti alla nobiltà e ne descrive la vita quotidiana, le disavventure, le aspirazioni. Si è sviluppato in Europa tra il XVIII e il XIX secolo.
La drammatizzazione della vita del ceto borghese permise la descrizione di interni familiari, di tragedie domestiche, di vicissitudini di personaggi non più "grandiosi" o "eroici" come in passato, ma più vicini al nuovo ceto rampante: i sentimenti nobili non erano più appannaggio di regine o imperatori ma divenivano elementi caratteristici del nuovo stile. 
È proprio con il teatro borghese che nasce il "dramma" propriamente detto: il termine, oltre ad indicare qualsiasi componimento teatrale in generale, si differenzia dai precedenti generi teatrali come, ad esempio, la tragedia o la commedia per la messa in scena di vicissitudini private. La borghesia veniva finalmente rappresentata in palcoscenico. 
L'antesignano nel genere è considerato il dramma anonimo Arden of Faversham (o Arden of Feversham), da alcuni attribuito a William Shakespeare, che sposta l'elemento tragico all'ambientazione domestica. Anche The Merchant of London di George Lillo, rappresentato nel 1731 a Londra, ambienta l'azione scenica nella sfera privata del borghese. Uno dei precursori del genere è anche l'italiano Carlo Goldoni, che mise in scena vizi e virtù della borghesia e dei nobili come, ad esempio, ne La locandiera del 1753.
Il nuovo soggetto della drammaturgia non fu, però, sempre felice della rappresentazione che di esso offrivano i drammaturghi: non di rado i borghesi disertavano le sale teatrali vedendosi derisi e sminuiti nei comportamenti. 
Uno degli esponenti di spicco dal punto di vista teorico e della realizzazione pratica fu Gotthold Ephraim Lessing, che si fece promotore, con la sua opera, della rappresentazione in scena della coscienza borghese. Lessing arrivò al dramma borghese dopo Lillo, ma al contrario di quest'ultimo riuscì ad elevarne la portata. Nel 1755 venne messa in scena, a Francoforte sull'Oder (ai tempi in Prussia), Miß Sara Sampson (1755). Le cronache del tempo testimoniano lo straordinario successo che quest´ultima ebbe sul pubblico. Tuttavia, prima di riprendere il teatro borghese in mano Lessing aspettò più di quindici anni. Nel 1773, ormai a vent'anni di distanza dallo straordinario successo dello Stück giovanile, arriva sui palcoscenici tedeschi il grande capolavoro della drammaturgia borghese del XVIII secolo in lingua tedesca, ossia: Emilia Galotti (1773). 
Il Dramma borghese fu un'evoluzione del teatro del tardo Settecento, diffusosi dalla Francia a tutto il resto d'Europa. In particolare con l'avvento di drammaturghi non più legati alle antiche forme della Comèdie Française, erede a sua volta dell'unione tra le compagnie francesi e la Commedia dell'arte all'italiana ormai dopo il 1789 non più legata al suo corrispondente italiano che era quasi scomparso dopo la riforma goldoniana.
Sul finire dell'Ottocento il dramma borghese non si limita a rappresentare tematiche della vita quotidiana, ma comincia a rappresentare la crisi della classe borghese, soprattutto la crisi di valori (fede, famiglia...). L'adulterio diventa quindi uno dei temi prediletti, Luigi Pirandello ne è l'esempio lampante, e l'attrice greca Evanghelìa Paraskevopulu fu una delle sue migliori interpreti. Vengono inoltre analizzate le malformità della società e la crisi dell'individuo stesso. 